# Poletne olimpijske igre 2024
Poletne olimpijske igre 2024 (XXXIII. olimpijada moderne dobe) so potekale v Parizu v Franciji od 26. julija do 11. avgusta 2024. Po dvakratnem pariškem gostovanju iger v letih 1900 in 1904 se je s temi olimpijskimi igrami mesto izenačilo z Londonom, ki jih je tudi gostil že trikrat. Za Francijo so to že šeste olimpijske igre (tri zimske in tri poletne). Poleg Pariza so se tekmovanja odvijala še v 16 drugih krajih Metropolitanske Francije in na eni lokaciji na Tahitiju v Francoski Polineziji.
Na igrah je sodelovalo skoraj 11.000 športnikov in športnic, ki so tekmovali v 32 športnih disciplinah. Prvič je bilo del olimpijskih iger tekmovanje v breakdanceu.

## Izbira gostitelja
Pogajanja so se začela leta 2015 s Hamburgom, Rimom in Budimpešto, vendar so ti odpovedali sodelovanje ter tako prepustili odločanje IOC med Parizom in Los Angelesom. Pariz so za gostitelja razglasili 23. septembra 2017, čeprav je glasovanje potekalo že 11. julija.

## Pregled medalj
Četrtič zapored so bile Združene države Amerike najuspešnejša država na poletnih olimpijskih igrah, po številu zlatih medalj – 40 – izenačena z Ljudsko republiko Kitajsko, a z več srebrnimi in bronastimi.
       Francija (gostiteljica)
       Slovenija
| Poz | Država                     | Zlato | Srebro | Bron | Skupaj |
| 1   | ZDA                        | 40    | 44     | 42   | 126    |
| 2   | Kitajska                   | 40    | 27     | 24   | 91     |
| 3   | Japonska                   | 20    | 12     | 13   | 45     |
| 4   | Avstralija                 | 18    | 19     | 16   | 53     |
| 5   | Francija                   | 16    | 26     | 22   | 64     |
| 6   | Nizozemska                 | 15    | 7      | 12   | 34     |
| 7   | Združeno kraljestvo        | 14    | 22     | 29   | 65     |
| 8   | Južna Koreja               | 13    | 9      | 10   | 32     |
| 9   | Italija                    | 12    | 13     | 15   | 40     |
| 10  | Nemčija                    | 12    | 13     | 8    | 33     |
| 34  | Slovenija                  | 2     | 1      | 0    | 3      |
|     | ostali olimpijski komiteji | 127   | 137    | 194  | 461    |

## Slovenska odprava
Slovenijo je na igrah zastopalo 90 športnikov in športnic, kar je največ v zgodovini slovenskih udeležb na olimpijskih igrah.
Med prejemnike olimpijskih medalj so se uvrstili trije športniki in športnice:
- Andreja Leški (judo – ženske do 63 kg)
- Janja Garnbret (plezanje – kombinacija)
- Toni Vodišek (jadranje – Formula Kite)